# Francja na Zimowych Igrzyskach Olimpijskich 1968
Francję na Zimowych Igrzyskach Olimpijskich 1968 reprezentowało 75 zawodników: 64 mężczyzn i jedenaście kobiet. Był to dziesiąty start reprezentacji Francji na zimowych igrzyskach olimpijskich. Osiem (4 złote, 3 srebrne, 1 brązowy) z dziewięciu zdobytych medali reprezentanci Francji wywalczyli w narciarstwie alpejskim.

## Zdobyte medale
| Medal  | Zawodnik           | Dyscyplina            | Konkurencja               | Rezultat    |
| ------ | ------------------ | --------------------- | ------------------------- | ----------- |
| Złoto  | Jean-Claude Killy  | Narciarstwo alpejskie | bieg zjazdowy mężczyzn    | 1:59,85 min |
| Złoto  | Jean-Claude Killy  | Narciarstwo alpejskie | Slalom gigant mężczyzn    | 3:29,28 min |
| Złoto  | Jean-Claude Killy  | Narciarstwo alpejskie | Slalom specjalny mężczyzn | 1:39,73 min |
| Złoto  | Marielle Goitschel | Narciarstwo alpejskie | Slalom specjalny kobiet   | 1:25,86 min |
| Srebro | Guy Périllat       | Narciarstwo alpejskie | Bieg zjazdowy mężczyzn    | 1:59,93 min |
| Srebro | Isabelle Mir       | Narciarstwo alpejskie | Bieg zjazdowy kobiet      | 1:41,33 min |
| Srebro | Annie Famose       | Narciarstwo alpejskie | Slalom gigant kobiet      | 1:54,61 min |
| Brąz   | Annie Famose       | Narciarstwo alpejskie | Slalom specjalny kobiet   | 1:27,89 min |
| Brąz   | Patrick Péra       | Łyżwiarstwo figurowe  | Soliści                   | 1864,5 pkt  |

## Skład kadry

### Biathlon
Mężczyźni
| Zawodnik                                                        | Konkurencja         | czas biegu | Kary  | Łączny czas | Pozycja |
| --------------------------------------------------------------- | ------------------- | ---------- | ----- | ----------- | ------- |
| Jean-Claude Viry                                                | Bieg na 20 km       | 1:19:16,2  | 10:00 | 1:29:16,2   | 35.     |
| Aimé Gruet-Masson                                               | Bieg na 20 km       | 1:20:50,4  | 11:00 | 1:31:50,4   | 42.     |
| Louis Romand                                                    | Bieg na 20 km       | 1:25:55,2  | 12:00 | 1:37:55,2   | 57.     |
| Guy Duraffourg                                                  | Bieg na 20 km       | 1:23:51,4  | 18:00 | 1:41:51,4   | 58.     |
| Daniel Claudon Serge Legrand Aimé Gruet-Masson Jean-Claude Viry | Sztafeta 4 × 7,5 km | 2:31:12,9  | 10    | 2:31:12,9   | 10.     |

### Biegi narciarskie
Mężczyźni
| Zawodnik                                                | Konkurencja        | czas      | Pozycja |
| ------------------------------------------------------- | ------------------ | --------- | ------- |
| Roger Pires                                             | Bieg na 15 km      | 50:52,6   | 24.     |
| Victor Arbez                                            | Bieg na 15 km      | 51:20,5   | 28.     |
| Félix Mathieu                                           | Bieg na 15 km      | 52:58,8   | 44.     |
| Jean Jobez                                              | Bieg na 15 km      | 53:22,1   | 46.     |
| Roger Pires                                             | Bieg na 30 km      | 1:45:54,6 | 43.     |
| Jean Jobez                                              | Bieg na 30 km      | 1:45:08,8 | 39.     |
| Philippe Baradel                                        | Bieg na 30 km      | 1:45:33,3 | 41.     |
| Luc Colin                                               | Bieg na 30 km      | 1:45:40,7 | 42.     |
| Roger Pires                                             | Bieg na 50 km      | 2:36:48,8 | 24.     |
| Luc Colin                                               | Bieg na 50 km      | 2:48:57,9 | 44.     |
| Fernand Borrel                                          | Bieg na 50 km      | 2:45:10,6 | 40.     |
| Claude Legrand                                          | Bieg na 50 km      | 2:45:36,9 | 41.     |
| Félix Mathieu Victor Arbez Philippe Baradel Roger Pires | Sztafeta 4 × 10 km | 2:21:23,0 | 11.     |

### Bobsleje
Mężczyźni
| Osada | Zawodnik                                                    | Konkurencja | Ślizg 1 | Ślizg 2 | Ślizg 3 | Ślizg 4 | Łącznie | Pozycja |
| ----- | ----------------------------------------------------------- | ----------- | ------- | ------- | ------- | ------- | ------- | ------- |
| FRA-1 | Bertrand Croset Henri Sirvain                               | Dwójki      | 1:12,36 | 1:12,79 | 1:12,35 | 1:13,78 | 4:51,28 | 16.     |
| FRA-2 | Gérard Christaud-Pipola Jacques Christaud-Pipola            | Dwójki      | 1:11,24 | 1:34,47 | 1:12,49 | 1:13,47 | 5:11,67 | 20.     |
| FRA-1 | Francis Luiggi André Patey Gérard Monrazel Maurice Grether  | Czwórki     | 1:10,65 | 1:08,19 |         |         | 2:18,84 | 7.      |
| FRA-2 | Bertrand Croset Claude Roussel Louis Courtois Henri Sirvain | Czwórki     | 1:11,11 | 1:08,61 |         |         | 2:19,72 | 11.     |

### Hokej na lodzie
Reprezentacja mężczyzn
| - Jean-Claude Sozzi - Bernard Deschamps - Joël Godeau - Claude Blanchard - Philippe Lacarrière - René Blanchard - Bernard Cabanis - Joël Gauvin - Gérard Faucomprez |  | - Alain Mazza - Olivier Prechac - Gilbert Lèpre - Patrick Pourtanel - Michel Caux - Gilbert Itzicsohn - Daniel Grando - Patrick Francheterre - Charles Liberman |

Reprezentacja Francji brała udział w rozgrywkach grupy B turnieju olimpijskiego zajmując w niej 6. miejsce. Ostatecznie reprezentacja Francji została sklasyfikowana na 14. miejscu.

#### Grupa B
| Drużyna    | M | Mecze | Mecze | Mecze | Bramki | Bramki | Bramki | Pkt |
| Drużyna    | M | W     | R     | P     | +      | -      | +/-    | Pkt |
| ---------- | - | ----- | ----- | ----- | ------ | ------ | ------ | --- |
| Jugosławia | 5 | 5     | 0     | 0     | 33     | 9      | +24    | 10  |
| Japonia    | 5 | 4     | 0     | 1     | 27     | 12     | +15    | 8   |
| Norwegia   | 5 | 3     | 0     | 2     | 15     | 15     | 0      | 6   |
| Rumunia    | 5 | 2     | 0     | 3     | 22     | 23     | -1     | 4   |
| Austria    | 5 | 1     | 0     | 4     | 12     | 27     | -15    | 2   |
| Francja    | 5 | 0     | 0     | 5     | 9      | 32     | -23    | 0   |

Wyniki
| 8 lutego 1968 | Norwegia | 4:1 | Francja |  |

|  |  |  |  |  |

| 9 lutego 1968 | Rumunia | 7:3 | Francja |  |

|  |  |  |  |  |

| 11 lutego 1968 | Austria | 5:2 | Francja |  |

|  |  |  |  |  |

| 13 lutego 1968 | Jugosławia | 10:1 | Francja |  |

|  |  |  |  |  |

| 17 lutego 1968 | Norwegia | 6:2 | Francja |  |

|  |  |  |  |  |

### Kombinacja norweska
Mężczyźni
| Zawodnik             | Konkurencja   | Bieg narciarski | Bieg narciarski | Bieg narciarski | Skoki narciarskie | Skoki narciarskie | Skoki narciarskie | Skoki narciarskie | Skoki narciarskie | Skoki narciarskie | Skoki narciarskie | Skoki narciarskie | Łącznie | Pozycja |
| Zawodnik             | Konkurencja   | Czas biegu      | Pozycja         | Punkty          | Skok 1            | Nota              | Skok 2            | Nota              | Skok 3            | Nota              | Punkty            | Pozycja           | Łącznie | Pozycja |
| -------------------- | ------------- | --------------- | --------------- | --------------- | ----------------- | ----------------- | ----------------- | ----------------- | ----------------- | ----------------- | ----------------- | ----------------- | ------- | ------- |
| Émile Salvi          | Indywidualnie | 53:44,3         | 32.             | 173,78          | 63,0              | 77,7              | 63,0              | 80,9              | 63,5              | 76,2              | 158,6             | 39.               | 332,38  | 37.     |
| Jean-Marie Bourgeois | Indywidualnie | 50:18,0         | 9.              | 214,50          | 53,5              | 56,0              | 40,0              | 35,6              | 52,5              | 55,4              | 111,4             | 40.               | 325,90  | 38.     |
| Gervais Poirot       | Indywidualnie | 50:22,2         | 10.             | 213,58          | 49,0              | 49,4              | 53,0              | 51,2              | 53,0              | 51,2              | 102,4             | 41.               | 315,98  | 41.     |

### Łyżwiarstwo figurowe
| Zawodnik           | Konkurencja | Nota   | Pozycja |
| ------------------ | ----------- | ------ | ------- |
| Micheline Joubert  | Solistki    | 1594,8 | 20.     |
| Sylvaine Duban     | Solistki    | 1551,4 | 27.     |
| Patrick Péra       | Soliści     | 1864,5 | brąz    |
| Philippe Pelissier | Soliści     | 1706,0 | 13.     |
| Jacques Mrozek     | Soliści     | 1601,0 | 20.     |

### Łyżwiarstwo szybkie
Mężczyźni
| Zawodnik           | Konkurencja   | Konkurencja   | Konkurencja    | Konkurencja    | Konkurencja    | Konkurencja    | Konkurencja      | Konkurencja      |
| Zawodnik           | Bieg na 500 m | Bieg na 500 m | Bieg na 1500 m | Bieg na 1500 m | Bieg na 5000 m | Bieg na 5000 m | Bieg na 10 000 m | Bieg na 10 000 m |
| Zawodnik           | Czas          | Miejsce       | Czas           | Miejsce        | Czas           | Miejsce        | Czas             | Miejsce          |
| ------------------ | ------------- | ------------- | -------------- | -------------- | -------------- | -------------- | ---------------- | ---------------- |
| Michel Thépénier   | 43,8          | 45.           | 2:13,7         | 36.            | 8:06,2         | 30.            |                  |                  |
| François Perrenoud | 44,1          | 46.           | 2:14,0         | 37.            | 8:07,5         | 31.            | 17:10,2          | 26.              |

Kobiety
| Zawodnik               | Konkurencja   | Konkurencja   | Konkurencja    | Konkurencja    | Konkurencja    | Konkurencja    | Konkurencja    | Konkurencja    |
| Zawodnik               | Bieg na 500 m | Bieg na 500 m | Bieg na 1000 m | Bieg na 1000 m | Bieg na 1500 m | Bieg na 1500 m | Bieg na 3000 m | Bieg na 3000 m |
| Zawodnik               | Czas          | Miejsce       | Czas           | Miejsce        | Czas           | Miejsce        | Czas           | Miejsce        |
| ---------------------- | ------------- | ------------- | -------------- | -------------- | -------------- | -------------- | -------------- | -------------- |
| Marie-Louise Perrenoud | 48,2          | 19.           | 1:39,3         | 24.            | 2:39,2         | 28.            | 5:41,7         | 25.            |
| Martine Ivangine       | 48,5          | 22.           | 1:37,4         | 17.            | 2:29,9         | 14.            | 5:19,3         | 15.            |
| Patricia Demartini     |               |               | 1:44,6         | 28.            | 2:40,6         | 29.            |                |                |

### Narciarstwo alpejskie
Mężczyźni
| Zawodnik           | Konkurencja | Konkurencja | Konkurencja         | Konkurencja              | Konkurencja              | Konkurencja              | Konkurencja         | Konkurencja         | Konkurencja              | Konkurencja              |
| Zawodnik           | Zjazd       | Zjazd       | Slalom gigant       | Slalom gigant            | Slalom gigant            | Slalom gigant            | Slalom specjalny    | Slalom specjalny    | Slalom specjalny         | Slalom specjalny         |
| Zawodnik           | Czas        | Pozycja     | Czas 1-go przejazdu | Czas 2-go przejazdu      | Czas łączny              | Pozycje                  | Czas 1-go przejazdu | Czas 2-go przejazdu | Czas łączny              | Pozycja                  |
| ------------------ | ----------- | ----------- | ------------------- | ------------------------ | ------------------------ | ------------------------ | ------------------- | ------------------- | ------------------------ | ------------------------ |
| Jean-Claude Killy  | 1:59,85     | złoto       | 1:42,74             | 1:46,54                  | 3:29,28                  | złoto                    | 49,37               | 50,36               | 1:39,73                  | złoto                    |
| Guy Périllat       | 1:59,93     | srebro      | 1:44,78             | 1:47,28                  | 3:32,06                  | 4.                       | 49,89               | Dyskwalifikacja     | Nie ukończył konkurencji | Nie ukończył konkurencji |
| Léo Lacroix        | 2:03,86     | 20.         |                     |                          |                          |                          |                     |                     |                          |                          |
| Bernard Orcel      | 1:54,81     | 16.         | Dyskwalifikacja     | Nie ukończył konkurencji | Nie ukończył konkurencji | Nie ukończył konkurencji |                     |                     |                          |                          |
| Georges Mauduit    |             |             | 1:44,86             | 1:48,92                  | 3:33,78                  | 9.                       |                     |                     |                          |                          |
| Alain Penz         |             |             |                     |                          |                          |                          | 49,89               | 51,25               | 1:41,14                  | 8.                       |
| Jean-Pierre Augert |             |             |                     |                          |                          |                          | 51,32               | Dyskwalifikacja     | Nie ukończył konkurencji | Nie ukończył konkurencji |

Kobiety
| Zawodniczka        | Konkurencja | Konkurencja | Konkurencja   | Konkurencja   | Konkurencja         | Konkurencja               | Konkurencja               | Konkurencja               |
| Zawodniczka        | Zjazd       | Zjazd       | Slalom gigant | Slalom gigant | Slalom specjalny    | Slalom specjalny          | Slalom specjalny          | Slalom specjalny          |
| Zawodniczka        | Czas        | Pozycja     | Czas          | Pozycja       | Czas 1-go przejazdu | Czas 2-go przejazdu       | Czas łączny               | Pozycja                   |
| ------------------ | ----------- | ----------- | ------------- | ------------- | ------------------- | ------------------------- | ------------------------- | ------------------------- |
| Isabelle Mir       | 1:41,33     | srebro      | 1:56,07       | 6.            | 42,14               | 46,08                     | 1:28,22                   | 5.                        |
| Annie Famose       | 1:42,15     | 5.          | 1:54,61       | srebro        | 42,21               | 45,68                     | 1:27,89                   | brąz                      |
| Marielle Goitschel | 1:42,95     | 8.          | 1:56,09       | 7.            | 40,27               | 45,59                     | 1:25,86                   | złoto                     |
| Florence Steurer   | 1:43,00     | 9.          | 1:54,75       | 4.            | Dyskwalifikacja     | Nie ukończyła konkurencji | Nie ukończyła konkurencji | Nie ukończyła konkurencji |

### Saneczkarstwo
Mężczyźni
| Zawodnik                        | Konkurencja | Ślizg 1 | Ślizg 2 | Ślizg 3 | Łącznie | Pozycja |
| ------------------------------- | ----------- | ------- | ------- | ------- | ------- | ------- |
| Georges Tresallet               | Jedynki     | 59,75   | 1:00,41 | 1:00,21 | 3:00,37 | 29.     |
| Jean-Pierre De Petro            | Jedynki     | 1:01,03 | 1:01,24 | 1:01,26 | 3:03,53 | 35.     |
| Ion Pervilhac                   | Jedynki     | 1:01,98 | 1:02,99 | 1:01,45 | 3:06,42 | 38.     |
| Georges Tresallet Ion Pervilhac | Dwójki      | 49,97   | 49,29   |         | 1:39,26 | 11.     |

Kobiety
| Zawodnik              | Konkurencja | Ślizg 1 | Ślizg 2 | Ślizg 3 | Łącznie | Pozycja |
| --------------------- | ----------- | ------- | ------- | ------- | ------- | ------- |
| Sylvette Grassi       | Jedynki     | 51:85   | 52,08   | 52,55   | 2:36,48 | 19.     |
| Jacqueline Barasinski | Jedynki     | 51,96   | 52,39   | 52,44   | 2:36,79 | 20.     |

### Skoki narciarskie
Mężczyźni
| Konkurencja            | Skoczek            | Skok 1    | Skok 1 | Skok 2    | Skok 2 | Nota  | Pozycja |
| Konkurencja            | Skoczek            | odległość | Nota   | odległość | Nota   | Nota  | Pozycja |
| ---------------------- | ------------------ | --------- | ------ | --------- | ------ | ----- | ------- |
| Skocznia normalna K-70 | Gilbert Poirot     | 76,5      | 106,7  | 73,5      | 100,4  | 207,1 | 10.     |
| Skocznia normalna K-70 | Alain Macle        | 74,0      | 104,2  | 72,5      | 99,8   | 204,0 | 18.     |
| Skocznia normalna K-70 | Maurice Arbez      | 70,0      | 91,3   | 68,5      | 87,4   | 178,7 | 41.     |
| Skocznia normalna K-70 | Michel Saint Lezer | 67,0      | 85,0   | 64,0      | 79,7   | 164,7 | 50.     |
| Skocznia duża K-90     | Gilbert Poirot     | 97,0      | 103,7  | 94,0      | 100,0  | 203,7 | 10.     |
| Skocznia duża K-90     | Alain Macle        | 89,5      | 93,7   | 93,5      | 100,3  | 194,0 | 17.     |
| Skocznia duża K-90     | Maurice Arbez      | 87,0      | 83,2   | 79,0      | 66,0   | 149,2 | 50.     |
| Skocznia duża K-90     | Michel Saint Lezer | 85,5      | 80,6   | 76,0      | 62,3   | 142,9 | 54.     |